# Sara Tancredi
 (novembre 2018).
Si vous disposez d'ouvrages ou d'articles de référence ou si vous connaissez des sites web de qualité traitant du thème abordé ici, merci de compléter l'article en donnant les références utiles à sa vérifiabilité et en les liant à la section « Notes et références ».
 (juillet 2025).

## Rôle
Après la mort du personnage de Veronica Donovan, Sara Tancredi est devenue le seul personnage principal féminin. L'importance de son rôle dans la première saison est liée à sa position dans la prison, le lieu où elle travaille et sa relation amoureuse avec le héros de la série Michael Scofield. Au fil de la saison, son rôle progresse et elle finit par devenir la clé de l'évasion de Michael. Dans la saison suivante, le rôle de Sara s'accroît encore jusqu'à devenir l'un des personnages principaux du feuilleton; dans la saison 3, elle est captive puis déclarée morte. Dans la saison 4, on apprend que Sara avait réussi à se libérer de ses ravisseurs.

## Avant la série
Ayant grandi dans la banlieue de Chicago, Sara Tancredi a toujours voulu être médecin depuis qu'elle était toute petite. À l'université de Northwestern, elle a étudié la vie de Mahatma Gandhi et a décidé de se consacrer à l'humanitaire, c'est ce qui plus tard a influencé sa décision de travailler à la prison de Fox River.
Sara est la fille unique du gouverneur de l'Illinois, Frank Tancredi. Dans l'épisode Les Confessions (2x07), il est indiqué que sa mère est morte depuis longtemps. En raison de la carrière politique absorbante de son père et de leurs divergences d'opinions, Sara n'a jamais été très proche de lui. Comme elle l'explique à Michael Scofield, en 29 ans Frank Tancredi n'est venu à son anniversaire que 6 fois.
Trois ans avant l'incarcération de Michael Scofield à la prison de Fox River, Sara se droguait à la morphine. Un jour qu'elle était témoin d'un accident de voiture, elle s'est rendu compte qu'elle était dans l'incapacité de venir en aide au blessé. Bouleversée, Sara a immédiatement cherché à changer son style de vie. Elle a arrêté de se droguer et s'est mise à accomplir ce qu'elle avait eu l'intention de faire à l'université.
Durant les dix-huit mois suivant l'accident, Sara s'est régulièrement rendue aux réunions anonymes d'anciens drogués. Là, elle a rencontré Brad Bellick qui était le capitaine des gardiens de prison à Fox River. Bellick l'a approchée et lui a appris qu'une place de docteur était disponible à la prison de Fox River. Elle l'a remercié mais a dû maladroitement décliner son invitation à dîner.

## En tant que médecin à Fox River
À vingt-neuf ans, le docteur Sara Tancredi est l'un des médecins de la prison de Fox River. Elle est responsable de tout, de l'administration des médicaments à l'exécution des opérations chirurgicales mineures. Le lieu où elle a choisi d'exercer son métier est une source constante d'inquiétude pour son père. Elle avait décidé que cette prison était un moyen pour elle de changer de vie en aidant les prisonniers autant qu'elle pouvait. Elle croit en la réintégration des prisonniers après la prison, ce qui est assez éloigné des priorités de son père au niveau carcéral.
Dès leur première rencontre, Sara sent que Michael est différent des autres prisonniers. Alors qu'elle vérifie son cursus universitaire, elle est très surprise d'apprendre qu'il est très diplômé. D'autres détails l'intriguent, elle remarque notamment sa nervosité lorsqu'elle détermine sa glycémie pour confirmer son diabète. Les résultats étant positifs, elle ne remet plus en doute son diabète, jusqu'à l'épisode Rendez-vous (2x10).
Pendant les visites suivantes de Michael à l'infirmerie, Sara esquive prudemment toutes ses tentatives de séduction.
Quand elle est chargée d'effectuer les contrôles médicaux de Lincoln Burrows, Katie, son amie infirmière, lui apprend que Lincoln est le frère de Michael. Après qu'une émeute éclate, Sara est temporairement emprisonnée toute seule dans une salle d'infirmerie avec à proximité des prisonniers menaçant de la violer. Michael la sauve par la suite en l'entraînant avec lui dans les plafonds et les conduits des bâtiments. Il lui affirme qu'il les connaît car il aurait nettoyé des moisissures toxiques dans le cadre de la PI (Industrie pénitentiaire). Sara découvre plus tard qu'il lui a menti, ce qui la pousse à s'interroger davantage sur lui, notamment sur le braquage de la banque. Au cours de ses recherches, elle découvre que Michael est une sorte de génie et qu'il ne peut s'empêcher d'aider les autres quitte à se sacrifier.
Malgré les doutes et les soupçons qu'elle nourrit sur lui, elle est de plus en plus attirée par Michael.
Toutefois, Sara devient jalouse et tente de rétablir des distances entre elle et Scofield lorsqu'elle découvre qu'il a reçu une visite conjugale de son « épouse ». Mais cette froideur ne dure pas et elle vient en aide à Michael dans des épisodes suivants. Ainsi, le jour d'exécution de Lincoln, Sara va voir son père pour lui demander de réétudier le dossier de Lincoln et lui accorder sa grâce, après que Michael l'a suppliée de le faire. Ses rapports avec Michael s'approfondissent et ils échangent finalement un baiser à l'infirmerie.
Peu de temps après, elle découvre que Michael lui a volé sa clé. Blessée, elle décide une fois de plus de prendre ses distances. Pour sauver son plan, Michael se résout à lui révéler son projet d'évasion et lui demande son aide. Confrontée à cette grave décision, Sara va longuement hésiter mais revient à Fox River en pleine nuit et laisse la porte de la salle d'infirmerie ouverte. Terriblement affligée par ce qu'elle a fait, Sara s'injecte de la morphine qu'elle a prise dans l'infirmerie. Suspectée pour complicité d'évasion, Sara est découverte inanimée par les forces de police.

## Après l'évasion
Dans le premier épisode de la seconde saison, Sara sort finalement du coma et se réveille à l'hôpital après avoir eu des flashbacks sur Michael. Peu après, elle est interrogée par l'agent Foley du FBI, qui l'accuse de complicité d'évasion et lui révèle que huit prisonniers se sont échappés. Ne comprenant pas la présence de prisonniers autres que Michael et son frère, Sara confie aussitôt à Katie que Michael l'a utilisée et qu'il n'a jamais rien éprouvé pour elle. Cependant dans le sac qu'elle avait oublié à l'infirmerie et que Katie lui avait rapporté, elle découvre un cygne en origami. Un message de Michael y est écrit: « There's a plan to make all of this right » (« Il y a un plan pour arranger tout ça ») suivi d'une suite de points.
À sa sortie d'hôpital, deux officiers de police viennent l'arrêter sous les yeux observateurs de l'agent Kellerman, qui informe aussitôt la Présidente Reynolds. Peu de temps après, Sara est libérée par son père, le Gouverneur Tancredi, lorsqu'il paie la caution. Il lui ordonne immédiatement de suivre ses instructions qui seront dans le meilleur intérêt pour tous les deux - elle doit se rendre régulièrement aux réunions des anciens drogués, plaider  « non coupable » devant le juge et mettre toute la responsabilité de l'évasion sur le dos du directeur Henry Pope.
Dans un premier temps, Sara refuse mais devant l'intransigeance de son père finit par répondre: « oui, monsieur ». Le Gouverneur Tancredi apprend également à sa fille qu'il sera bientôt désigné en tant que prochain vice-président des États-Unis et que bien qu'elle reçoive une invitation pour la cérémonie, sa présence n'est nullement souhaitée.
Suivant les souhaits de son père, Sara se rend à une réunion anonyme des anciens drogués à laquelle Kellerman assiste également sous le nom de Lance, se faisant passer pour un homosexuel, pour ne pas l'effrayer. Après une réunion, Sara et Kellerman discutent de façon amicale en dégustant une part de tarte lorsqu'elle reçoit un appel téléphonique de Michael. Michael, qui vient juste d'apprendre qu'elle a tenté de se suicider, présente ses excuses, mais Sara est peu disposée à l'écouter. Il parvient toutefois à lui dire que ce qu'il y a entre eux est réel, qu'elle est peut-être probablement en danger maintenant qu'elle est liée à lui et à son frère et qu'il lui a déjà donné un moyen d'arranger les choses. Son utilisation négligente du prénom de Michael alerte Kellerman sur l'identité du correspondant téléphonique.
Sara reçoit deux origamis supplémentaires avec des messages codés, l'un d'entre eux est vu par Kellerman. Mais Sara ne parvient pas à les déchiffrer. Elle apprend par la suite que Kellerman n'est pas ce qu'il prétend être lorsque son père l'aperçoit à la Maison-Blanche.
En rendant visite à son père à son bureau, Sara apprend que la candidature de son père au poste de vice-président a été retirée. Elle se rend immédiatement à la résidence de son père où elle le découvre pendu dans un apparent suicide. Quand elle le détache, une clé mystérieuse tombe de la poche de la veste de son père. Elle affirme aux autorités que son père n'était pas suicidaire et qu'il a sans doute été assassiné, mais ils semblent sceptiques.

## Traquée par le Cartel
Après avoir emporté la clé qu'elle a trouvée, Sara revient à son appartement pour trouver un autre origami dans le courrier. Avant qu'elle puisse ouvrir la lettre, elle remarque les flacons et les seringues de morphine présentés dans le désordre sur sa table de salon pour mettre en scène son "overdose". Un agent du Cartel surgit soudain derrière Sara. Coïncidence, c'est le même homme qui a assassiné Veronica Donovan. Il confirme que le père de Sara, le gouverneur Frank Tancredi, a bien été assassiné. Après une lutte, Sara réussit à s'échapper. Elle appelle le collègue de son père, Bruce, pour lui demander de l'aide. Mais le cartel réussit à tracer l'appel en lui envoyant des tireurs. Ceux-ci la confondent avec une autre femme et assassinent cette dernière en pleine rue. Sara prend le porte-feuille de la jeune femme et s'enfuit.
Elle commence alors à examiner plus en détail les origamis que Michael lui a envoyés. Après plusieurs tentatives, elle parvient à décoder le message : rendez-vous sundow hôtel à Gila dans le Nouveau-Mexique dans l'épisode Le Duel (2x09). Elle réserve alors un vol vers le Nouveau-Mexique pour rencontrer Michael, sous le nom de la femme assassinée, Kelli Foster. Cependant, Kellerman l'a dépistée en vérifiant l'utilisation de ce nom, ce qui permet à l'agent Mahone de découvrir le lieu de rendez-vous avec Michael. Dans l'épisode suivant, Sara rencontre Michael pour la première fois de cette deuxième saison.
Michael implore son pardon et est bouleversé d'apprendre que son père a été assassiné. Sara quant à elle reste sur la défensive et n'est pas encore prête à aller complètement vers lui. Au moment où elle lui confirme qu'elle « ne veut pas être seule » (« I don't want to be alone ») et qu'elle baisse progressivement sa garde, Mahone surgit et interrompt leur tête à tête. Après avoir réussi à lui échapper, Sara et Michael se réfugient dans un motel où Michael lui demande de rester avec lui un jour de plus. Après avoir laissé une note dans laquelle elle présente ses excuses et explique « This time I know better. I'm sorry ... » (« Cette fois, je sais à quoi m'en tenir. Je suis désolée... »), elle va vers sa voiture. Là elle change brusquement d'avis et décide de rejoindre finalement Michael mais Kellerman l'a devancée.
Prisonnière de Kellerman, celui-ci sait qu'elle est en possession d'une clé particulièrement importante puisqu'elle prouve l'innocence de Lincoln. Quand Sara nie avoir des connaissances sur ces informations, Kellerman décide de la torturer en lui enfonçant régulièrement la tête sous l'eau et l'en électrocutant au moyen d'un fer à repasser.
Sara conservant son mutisme, Kellerman reçoit l'ordre de la tuer. Il tente de la noyer mais pendant que l'agent Kellerman est interrompu par un employé de l'hôtel, elle parvient à s'enfuir en sautant par la fenêtre. Ayant atterri sur le pare-brise d'une voiture, elle se réfugie dans un coin isolé pour soigner ses blessures. Kellerman n'arrivant pas à la retrouver, il est renvoyé des services secrets.
Le lendemain, elle tente désespérément de contacter Michael et lui laisse un message sur son répondeur où elle lui avoue qu'elle n'est finalement pas partie de Gila et qu'elle a besoin de lui pour aller mieux. Apprenant que Michael et son frère ont été arrêtés par la police, elle décide de changer d'apparence en se coupant les cheveux, en abandonnant son identité et en se fondant dans la foule.
Quelques jours plus tard, dans la Jewell Glore Library de St Louis, elle regarde une vidéo que Michael, Lincoln et Kellerman ont réalisé pour les médias dans laquelle Lincoln proclame son innocence. Après avoir expliqué toute l'affaire Steadman, Michael dit également que Sara est une victime innocente. Sara réalise très rapidement que Michael lui a envoyé un message codé en utilisant des titres de chapitres du livre des Alcooliques Anonymes, qu'il a subtilement mentionnés sur l'enregistrement. Elle comprend que Michael lui donne rendez-vous à Akron dans l'Ohio à l'hôpital St. Thomas. 
N'ayant pas la possibilité d'arriver à temps, elle téléphone à l'hôpital et demande à parler à Michael Crane (Michael Grue). Michael réalise que c'est Sara et prend l'appel à l'accueil. Il présente ses excuses pour avoir dû la recontacter, mais elle lui apprend qu'elle avait changé d'avis à Gila et qu'elle revenait vers lui lorsqu'elle a été enlevée. Il lui promet que tout s'arrangera grâce à son aide et aux informations obtenues grâce à sa clé.
Dans l'épisode suivant, Sara rejoint Michael et Lincoln à Evansville dans l'Indiana. Mais elle reconnaît Kellerman (qui désormais collabore avec les deux frères pour dévoiler au grand jour la conspiration) et révèle à Michael ce qu'il lui a fait. Le groupe embarque ensuite dans un train en direction de Chicago, où Sara pourra utiliser la clé que Kellerman a identifiée comme issue d'un club de cigares privé. Dans le train, Sara tente d'étrangler Kellerman avec un cordon mais en est empêchée par Lincoln et Michael. Michael va alors la réconforter et elle lui avoue son amour pour lui. Ils finissent par s'embrasser. Le groupe finit par arriver à Chicago. Au moment d'entrer dans le club de cigares, Michael reconnaît qu'il l'aime aussi en lui disant simplement: « Me too » (« Moi aussi ») et lui fait rappeler qu'ils iront un jour dans le petit bar tranquille dont il lui avait jadis parlé. Au moment de s'enfuir avec la voiture du club de cigares accompagnée de Michael, Lincoln et Pope, elle décide de ne pas laisser entrer Kellerman dans la voiture et verrouille la portière, celui-ci étant obligé de s'enfuir tout seul avant l'arrivée de la police.
Au moment où elle essaie de rejoindre Michael et Lincoln sur le bateau, elle renonce finalement après s'être aperçue que la police la suivait. Ne voulant pas que la police sache où se trouve Michael afin de ne pas lui attirer des ennuis, elle décide de sortir de sa voiture et se rend, l'agent Lang la menottant. Sara apprend qu'elle devra encourir une peine de 12 années de prison et devient complètement désespérée, n'ayant aucune personne pour l'aider ou témoigner. Mais à sa grande surprise, Kellerman décide de se rendre au tribunal et de témoigner en faveur de Sara Tancredi, révélant ainsi tout ce qu'il savait sur le Cartel, ce qui provoquera son arrestation à la fin du procès ainsi que la libération de Sara. Celle-ci ne sait comment remercier Kellerman, elle regrette profondément de lui en avoir voulu avant et celui-ci se contente de dire, avec un sourire, "Je suis content de vous avoir connue, Sara".

## AuPanama
Dans le dernier épisode de la saison 2, lorsque Michael et Lincoln se rendent au bateau qu'ils avaient acheté auprès du jeune panaméen, Sara se trouve en fait à l'intérieur de ce bateau et accueille Michael ; celui-ci est très surpris de la voir. Au moment où l'agent Kim allait tuer l'un des deux frères, Sara surgit et tire sur celui-ci, son corps tombe à l'eau. Bien qu'elle ait sauvé Michael et Lincoln d'une mort certaine, elle se sent bouleversée d'avoir tué un homme et s'en veut à elle-même. La police panaméenne arrivant sur les lieux, Michael et Lincoln accompagnés de Sara se voient obligés de s'enfuir.
Michael et Sara se réfugient dans une cabane dans la forêt mais seront rapidement rattrapés par les forces de l'ordre, ceux-ci leur ordonnant de sortir de la maison autrement ils n'hésiteraient pas à tirer. Ils sortent finalement mais Michael prend soudainement Sara en otage, menaçant de la tuer, puis se rend finalement en disant "C'est moi le fautif, laissez-la elle n'a rien fait", mais Sara réplique en disant que c'est elle la fautive et non pas lui.
Après que Michael est emmené à Sona, Lincoln, qui se trouvait en ville, aperçoit soudain Sara ayant l'air très pressée d'aller on ne sait où, mais la perd aussitôt de vue parmi la foule. Sara ignorait alors qu'un agent du Cartel la suivait furtivement à travers la ville.
Lorsque Lincoln part à sa recherche, il reçoit un appel de L.J. Burrows lui disant qu'il est avec Sara et qu'il doit se rendre au Motel Garfield Price. Malheureusement, ill s'avère que LJ et Sara sont retenus en otage par une agent du Cartel, Susan B. Anthony, qui montre à Lincoln une vidéo des deux prisonniers et lui dit que Michael doit s'évader de Sona avec un prisonnier, James Whistler, en échange de leurs vies. Michael et Lincoln découvrent où ils se trouvent grâce à une photo, censée prouver qu'ils étaient vivants, Lincoln essaie de les sauver mais il arrive trop tard. Plus tard, Susan le contacte et lui dit qu'elle lui a laissé un cadeau dans le parking du hôtel. Là-bas, Lincoln ouvre une boîte, dans laquelle se trouve la tête de Sara Tancredi. Il décide de ne rien dire à Michael sur sa mort.

## Retour
Le producteur exécutif, Matt Olmstead a annoncé le retour Sara Tancredi pour la saison 4. À la question : « Ce n'était pas la tête de Sara dans la boite ? », il répondit: « Non, ce n'était pas elle. ».
Dans la saison 4 de Prison Break, elle fait partie intégrante du gang réuni par Scofield pour faire tomber le Cartel. Elle aidera à plusieurs reprises Michael durant la saison, le sauvant même d'une mort imminente en intervenant avec sa voiture lors d'un épisode. À la fin de la saison, Sara tombe enceinte, mais part en prison pour l'assassinat de la mère de Michael. En prison, elle est empoisonnée, ce qui l'inquiète pour son bébé. Michael fera un ultime sacrifice pour sauver Sara, qui aura un fils qu'elle appellera Michael Jr.
À la fin de la saison, elle, son fils, Fernando, Lincoln et Alex rendent visite à la tombe de Michael Scofield.
Dans Prison Break: Resurrection, Sara s'est remariée à Jacob Anton Ness ("Poseidon") et élève Michael Jr. tout en ayant fait le deuil de Michael qu'elle pense mort depuis sept ans. Cependant, elle comprend vite que son ancien mari est toujours en vie et le retrouve en Grèce, lorsqu'il a besoin de soins d'urgence après avoir reçu un coup de couteau. Là-bas, elle découvre que son mari est celui qui a piégé et forcé Michael à faire croire à sa mort. Après les plusieurs péripéties de la saison, Poseidon finit incarcéré (dans la même cellule que T-Bag) et elle peut enfin vivre avec Michael et son fils (Michael Jr.).

## Interprétation
Le personnage de Sara Tancredi est joué par Sarah Wayne Callies qui était la première actrice que les producteurs ont vue à l'audition pour le rôle. Par ailleurs, Sarah Wayne Callies était également la première à faire partie de la distribution des acteurs principaux.

## Répliques
Le Piège parfait (2x13):
Lincoln: « Who would that be? » (« Qui ça peut être? »)
Michael : « Only one person. » (« Une seule personne. »)
(Sara appelle le téléphone portable de Michael et laisse un message)
Sara Tancredi: « Michael, it's me. Listen, this phone rang last night and I went to answer it, but I couldn't hear anything and I wonder if maybe it was you? Oh, God, I don't know what I should do right now. I don't know if I should leave a message or who might be listening to this, but... um, I, uh...I need to know that you're okay. I need you to know that I'm not. I didn't leave you in Gila. Something happened to me and I don't...um, I don't know what to do right now. I'm not too sure where to go, but I know that you're the only person I can trust and I need you to, um...I need you to be okay and, um...and I need you...Please. »
(« Michael, c'est moi. Ecoute, ce téléphone a sonné hier soir et...je suis allée répondre mais je n'entendais rien et je me demandais si c'était toi? Hum...Oh, mon Dieu, je ne sais pas quoi faire maintenant. Je ne sais pas si je devrais laisser un message et qui pourrait écouter ça, mais...je, euh...j'ai besoin de savoir que tu vas bien, que tu saches que je ne vais pas bien. Je ne t'ai pas laissé à Gila. Il m'est arrivé quelque chose et je...je ne sais pas quoi faire maintenant. Je ne sais pas où aller, mais je sais que tu es le seul en qui je peux avoir confiance, et j'ai besoin de toi pour, hum...j'ai besoin de toi pour aller mieux et, hum...Et j'ai besoin de toi. Je t'en prie. »)